# Porites fontanesii
Porites fontanesii is een rifkoralensoort uit de familie van de Poritidae. De wetenschappelijke naam van de soort is voor het eerst geldig gepubliceerd in 2012 door Benzoni & Stefani.